# Логічний тип даних
Логічний тип даних (також булів, булевий, булівський) — простий тип даних в інформатиці, що може набувати двох можливих значень, які іноді називають істиною і хибою (також так і ні). Присутній у більшості мов програмування як самостійна сутність або реалізований через числовий тип. У другому випадку, зазвичай, за хибне приймають нульове значення, за істину — одиницю чи будь-яке інше відмінне від нуля число.

## Реалізація
Логічний тип даних може бути реалізовано за допомогою лише одного біту, але зазвичай використовується мінімально адресовний елемент пам'яті (байт) або машинне слово, як більш ефективна одиниця роботи з регістрами та оперативною пам'яттю.

## Доступні операції
До логічного типу даних застосовні такі операції:
- І (логічне множення) (AND, &, *),
- АБО (логічне додавання) (OR, |, +),
- виключне АБО (множення з переносом) (xor, NEQV, ^),
- еквівалентність (рівність) (EQV, =, ==)
- інверсія (NOT, ~, !)
- порівняння (>, <, <=, >=)

Також можуть використовуватися й інші операції алгебри логіки. Багато мов програмування (наприклад, C) дозволяють використовувати логічний тип і в арифметичних операціях, зводячи його до числового типу відповідно до прийнятих у мові правил зведення типів. Прикладом мови, в якій не виконується автоматичне зведення типів, є C#.

## Застосування
Змінні логічних типів використовуються для зберігання результатів логічних операцій.
Всі операції порівняння двох величин, операції входження елемента в множину і перевірка на перетин множин повертають як результат значення логічного типу.

## Використання в С++
```
 
bool
 
b1
 
=
 
a
 
==
 
b
;

 

 
bool
 
is_open
 
(
File
*
);

 
bool
 
greater
 
(
int
 
a
,
 
int
 
b
)
 
{
 
return
 
a
 
>
 
b
;
 
}

 
bool
 
b2
 
=
 
7
;

 
int
 
i
 
=
 
true
;

 

 
bool
 
a
 
=
 
true
;

 
bool
 
b
 
=
 
true
;

 
bool
 
x
 
=
 
a
 
+
 
b
;

 
bool
 
y
 
=
 
a
 
|
 
b
;

```